# الفيسيولوجيا المرضية للتصلب المتعدد
التصلب المتعدد هو مرض التهابي مزوَّد للميالين يصيب الجهاز العصبي المركزي حيث تغزو الخلايا المناعية المنشطة الجهاز العصبي المركزي وتسبب الالتهاب والتنكس العصبي وتلف الأنسجة. السبب الأساسي غير معروف حاليًا. تقدم الأبحاث الحالية في علم أمراض الأعصاب، وعلم المناعة العصبية، وعلم الأعصاب، والتصوير العصبي، جنبًا إلى جنب مع علم الأعصاب السريري، دعمًا لفكرة أن مرض التصلب العصبي المتعدد ليس مرضًا منفردًا بل هو طيف.
هناك ثلاثة أنماط ظاهرية سريرية:
1. التصلب المتعدد الانتكاسي الهادئ (RRMS)، الذي يتميز بفترات من التدهور العصبي التي تعقبها حالات هدوء.
2. التصلب المتعدد التدريجي الثانوي (SPMS)، حيث يوجد تقدم تدريجي للخلل الوظيفي العصبي مع عدد أقل من الانتكاسات أو معدومة.
3. التصلب المتعدد التدريجي الأول (RPMS)، حيث يلاحظ التدهور العصبي منذ البداية.

الفيزيولوجيا المرضية هي تقارب علم الأمراض مع علم وظائف الأعضاء. علم الأمراض هو النظام الطبي الذي يصف الحالات التي تتم ملاحظتها عادةً أثناء حالة المرض؛ في حين أن علم وظائف الأعضاء هو الانضباط البيولوجي الذي يصف العمليات أو الآليات التي تعمل داخل الكائن الحي. بالإشارة إلى مرض التصلب العصبي المتعدد، يشير علم وظائف الأعضاء إلى العمليات المختلفة التي تؤدي إلى تطور الآفات ويشير علم الأمراض إلى الحالة المرتبطة بالآفات.

## علم الأمراض
يمكن تعريف التصلب المتعدد من الناحية المرضية على أنه وجود ندبات دبقية موزعة (أو تصلب) في الجهاز العصبي المركزي منتشرة في الوقت المناسب (DIT) والفراغ (DIS).
المعيار الذهبي لتشخيص مرض التصلب العصبي المتعدد هو الارتباط المرضي، على الرغم من توافره المحدود، تُستخدم طرق التشخيص الأخرى عادةً، التصلب الذي يحدد المرض هو بقايا الآفات السابقة لإزالة الميالين في المادة البيضاء للجهاز العصبي المركزي للمريض (التهاب الدماغ والنخاع) والتي تظهر خصائص خاصة، مثل التكدس بدلاً من إزالة الميالين المحيطة بالحيوان.
هناك مرحلتان لكيفية تسبب حالة أساسية غير معروفة في حدوث تلف في مرض التصلب العصبي المتعدد:
1. عامل قابل للذوبان غير معروف (تنتجه الخلايا التائية التي تحتوي (CD8) أو الخلايا البائية التي تحتوي (CD20))، يخلق بيئة سامة تنشط الخلايا الدبقية الصغيرة.[5][6]
2. تظهر مناطق غير طبيعية في التصوير بالرنين المغناطيسي مع تلف خفي في المخ والعمود الفقري (NAWM ،NAGM ،DAWM). وتوجد بعض مجموعات الخلايا الدبقية الصغيرة المنشطة، وتقطيع محور عصبي، وتنكس الميالين.[7][8][9]
3. تظهر تسريبات في الحاجز الدموي الدماغي وتتسلل الخلايا المناعية مسببة إزالة الميالين،[10] وتدمير المحور عصبي.[11]

يختلف التصلب المتعدد عن غيره من الأمراض الالتهابية المزالة للميالين مجهول السبب في الآفات القشرية تحت القشرة المتكدسة. هذه الأنواع من الآفات هي أكثر الاكتشافات تحديدًا لمرض التصلب العصبي المتعدد، حيث توجد حصريًا في مرضى التصلب المتعدد، على الرغم من أنه لا يمكن حاليًا اكتشافها إلا عند تشريح الجثة.
تحدث معظم اكتشافات مرض التصلب العصبي المتعدد داخل المادة البيضاء، وتظهر الآفات بشكل رئيسي في توزيع حول البطينين (متجمعة حول بطينات الدماغ). بصرف النظر عن إزالة الميالين من المادة البيضاء، يمكن أن تتأثر القشرة ونواة المادة الرمادية العميقة (GM)، إلى جانب الإصابة المنتشرة في NAWM. الضمور المعدّل وراثيًا مستقل عن آفات مرض التصلب العصبي المتعدد التقليدية ويرتبط بالإعاقة الجسدية والتعب والضعف الإدراكي في مرض التصلب العصبي المتعدد.
توجد خمس خصائص على الأقل في أنسجة الجهاز العصبي المركزي لمرضى التصلب المتعدد: التهاب يتجاوز آفات المادة البيضاء التقليدية، وإنتاج جسم مضاد داخل القراب مع عصابات قليلة النسيلة، وبيئة تعزز استمرار الخلايا المناعية، وتعطل الحاجز الدموي الدماغي خارج الآفات النشطة. الندبات التي يطلق عليها اسم الحالة تنتجها الخلايا النجمية في شفاء الآفات القديمة. مرض التصلب العصبي المتعدد نشط حتى خلال فترات تعافي.
الهياكل الشبيهة بالليمفاوية السحائية من الدرجة الثالثة
تتشكل المجاميع الشبيهة بالجريب في السحايا فقط في مرض التصلب العصبي المتعدد التدريجي الثانوي. وترتبط بدرجة إزالة الميالين القشرية تحت القشرة وضمور الدماغ، مما يشير إلى أنها قد تسهم في علم الأمراض القشرية في التصلب المتعدد الدريجي الاولي (SPMS).
هذه خارج الرحم اللمفاوية وتتكون بصيلات أساسا من فايروس إبشتاين - يار EBV إصابة الخلايا البائية.
أنماط إزالة الميالين
تم تحديد أربعة أنماط تلف مختلفة في أنسجة دماغ المريض. يشير التقرير الأصلي إلى أنه قد يكون هناك عدة أنواع من مرض التصلب العصبي المتعدد لأسباب مناعية مختلفة، وأن مرض التصلب العصبي المتعدد قد يكون عائلة من عدة أمراض. على الرغم من أن الخزعة كانت مطلوبة في الأصل لتصنيف آفات المريض، فمن الممكن منذ عام 2012 تصنيفها عن طريق فحص الدم للبحث عن الأجسام المضادة مقابل سبعة دهون، ثلاثة منها مشتقات الكوليسترول ويعتقد أن بلورات الكوليسترول كلاهما يضعف إصلاح الميالين ويؤدي إلى تفاقم الالتهاب.
يُعتقد أنها قد ترتبط بالاختلافات في نوع المرض والتشخيص، وربما باستجابات مختلفة للعلاج. على أي حال، يمكن أن يوفر فهم أنماط الآفات معلومات حول الاختلافات في المرض بين الأفراد وتمكين الأطباء من اتخاذ قرارات علاجية أكثر فعالية.
وفقًا لأحد الباحثين المشاركين في البحث الأصلي، «أظهر نمطين (الأول والثاني) تشابهًا وثيقًا مع التهاب الدماغ والنخاع المناعي الذاتي بوساطة الخلايا التائية أو الخلايا التائية المرتبطة مع الاجسام المضادة، على التوالي. كانت الأنماط الأخرى (الثالث والرابع) موحية بشدة لحثل قليل التغصن الأولي، يذكرنا بإزالة الميالين التي يسببها الفيروس أو السم بدلاً من المناعة الذاتية».
الأنماط الأربعة المحددة هي:
النمط الأول
تظهر الندبة الخلايا التائية والضامة حول الأوعية الدموية، مع الحفاظ على الخلايا قليلة التغصن، ولكن لا توجد علامات على تنشيط النظام التكميلي.
النمط الثاني
تظهر الندبة الخلايا التائية والضامة حول الأوعية الدموية، مع الحفاظ على الخلايا قليلة التغصن، كما في السابق، ولكن يمكن أيضًا العثور على علامات تنشيط النظام التكميلي. تم اعتبار هذا النمط مشابهًا للضرر الذي لوحظ في التهاب النخاع والعصب البصري، على الرغم من أن تلف AQP4 لا يظهر في آفات النمط الثاني من التصلب المتعدد ومع ذلك، فقد تم الإبلاغ عن النمط الثاني للاستجابة لفصادة البلازما، مما يشير إلى وجود شيء ممرض في مصل الدم.
يقوم تسلل النظام التكميلي في هذه الحالات بتحويل هذا النمط إلى مرشح للبحث في وصلات المناعة الذاتية مثل مضاد Kir4.1، مضاد Anoctamin-2 أو مضاد MOG بوساطة MS حول الاحتمال الأخير، وجدت الأبحاث أن الأجسام المضادة لـ MOG في بعض مرضى التصلب المتعدد من النمط الثاني.
وقد ثبت أن الخلايا التائية المسببة للأمراض من النمط الثاني تختلف عن الخلايا الأخرى ويظهر التوصيف الوظيفي أن الخلايا التائية تطلق السيتوكينات (Th2) وتساعد الخلايا البائية على السيطرة على تسلل الخلايا التائية في آفات الدماغ من النمط الثاني.
النمط الثالث
تكون الندوب منتشرة مع الالتهاب، واعتلال oligodendrogliopathy البعيد، وتنشيط الخلايا الدبقية الصغيرة وفقدان البروتين السكري المرتبط بالمايلين (MAG). يعتبر غير نمطي وتداخل بين مرض التصلب العصبي المتعدد والتصلب المتحد المركز. الندبات لا تحيط بالأوعية الدموية، وتظهر حافة من المايلين المحفوظ حول الأوعية. هناك دليل على إعادة الميالين الجزئي وموت الخلايا المبرمج قليلة التغصن. في البداية، اعتقد بعض الباحثين أنها كانت مرحلة مبكرة من تطور الأنماط الأخرى. في الآونة الأخيرة، ويعتقد أنه يمثل الإصابة مثل نقص الأوكسجين مع عدم وجود العصابات oligoclonal في CSF، تتعلق التسبب في تصلب بالو المركز.
النمط الرابع
تظهر الندبة حدودًا حادة وتنكس الخلايا قليلة التغصن، مع حافة من المادة البيضاء التي تظهر بشكل طبيعي. هناك نقص في الخلايا قليلة التغصن في مركز الندبة. لا يوجد تفعيل مكمل أو فقدان MAG.
هذه الاختلافات ملحوظة فقط في الآفات المبكرة  وكان عدم التجانس مثيرًا للجدل لبعض الوقت لأن بعض المجموعات البحثية اعتقدت أن هذه الأنماط الأربعة يمكن أن تكون نتيجة لعمر الاصابات. ومع ذلك، بعد بعض الجدل بين المجموعات البحثية، تم قبول نموذج الأنماط الأربعة وتم تصنيف الحالة الاستثنائية التي وجدها برينس على أنها NMO.
بالنسبة لبعض فرق التحقيق، فإن هذا يعني أن مرض التصلب العصبي المتعدد هو مرض غير متجانسة مناعيا. تم تأكيد الفرضية الأخيرة من خلال دراسة حديثة أظهرت اختلافات كبيرة في النتائج الروتينية للسائل النخاعي بين المرضى الذين يعانون من آفات النمط الأول والمرضى الذين يعانون من آفات غير النمط الأول، بما في ذلك عدم وجود نطاقات قليلة النسيلة مقيدة بالسائل النخاعي، في معظم حالات النمط الثاني والثالث المرضى. أخيرًا، تبين لاحقًا أن بعض الذين تم تشخيصهم سابقًا بالنمط الثاني من مرض التصلب العصبي المتعدد لديهم في الواقع التهاب الدماغ والنخاع المرتبط بـ MOG-غلوبيولين مناعي ج، مما يشير إلى أن كلا من معايير التشخيص السريري الحالية لمرض التصلب العصبي المتعدد ومعايير التشريح المرضي لمرض التصلب العصبي المتعدد قد تكون غير محددة بشكل كافٍ. تمت الإشارة إلى هذا بالفعل من خلال الدراسات السابقة التي وجدت معدلًا مرتفعًا نسبيًا من التشخيصات الخاطئة لمرض التصلب العصبي المتعدد بين المرضى الذين يعانون من اضطرابات طيف التهاب النخاع العصبي البصري إيجابية AQP4-غلوبيولين مناعي ج أو التهاب الدماغ والنخاع MOG. حاليًا، يمكن استخدام الأجسام المضادة للدهون والببتيدات في الأمصال، التي تم الكشف عنها بواسطة المصفوفات الدقيقة، كعلامات للنوع الفرعي المرضي الذي يتم الحصول عليه بواسطة خزعة الدماغ.
تطور آخر في هذا المجال هو اكتشاف أن بعض الآفات تظهر عيوبًا في الميتوكوندريا يمكن أن تميز أنواع الآفات.

## فسيولوجيامرض التصلب العصبي المتعدد
في التصلب المتعدد، يتم ملاحظة الالتهاب وإزالة الميالين والتنكس العصبي معًا. أظهرت بعض التجارب السريرية أن الالتهاب ينتج كل من الانتكاسات وإزالة الميالين، وأن التنكس العصبي (قطع محور عصبي) مستقل عن الالتهاب، وينتج عنه إعاقة متراكمة، ويتطور حتى عندما يتأخر الالتهاب وإزالة الميالين. يبدو أن التنكس العصبي ينتج عن تلف الميتوكوندريا، والذي يأتي بدوره من الخلايا الدبقية الصغيرة المنشطة.
لا يُعرف حاليًا السبب الرئيسي لمرض التصلب العصبي المتعدد؛ إذا كان مرض التصلب العصبي المتعدد مرضًا غير متجانس، فلن تكون عملية تطور الآفة فريدة من نوعها. على وجه الخصوص، يمكن أن يكون لبعض مرضى التصلب المتعدد الانتكاسي الهادئ (PPMS) الذين لديهم دورة سريرية خاصة تسمى التصلب المتعدد التدريجي السريع سبب وراثي خاص وعملية تطور مختلفة.
تظهر عدة أنواع من التلف في الدماغ: ظهور المادة البيضاء الطبيعية (NAWM) والآفات المميزة. تشمل التغييرات في ظهور المادة البيضاء الطبيعية (NAWM) إصابة محور عصبي دون إزالة الميالين، والتهاب منخفض الدرجة، وتنشيط الخلايا الدبقية الصغيرة والنجمية

### تطور آفة مرض التصلب العصبي المتعدد

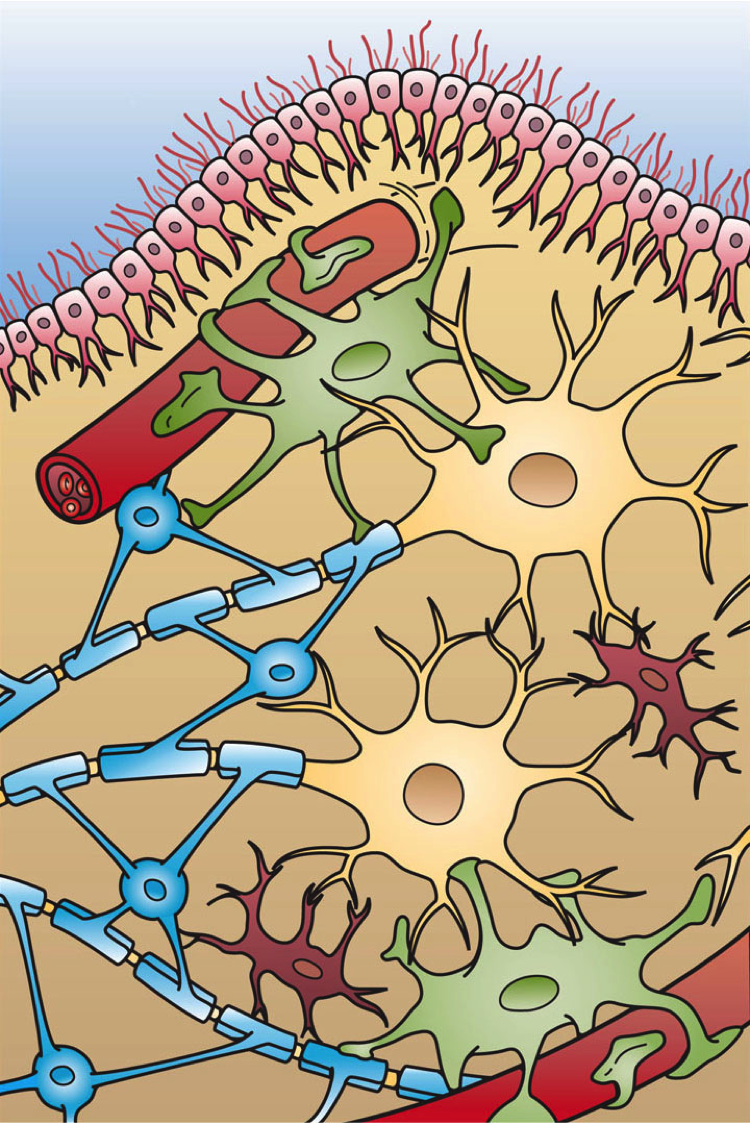
رسم توضيحي للأنواع الأربعة المختلفة من الخلايا الدبقية الموجودة في الجهاز العصبي المركزي: الخلايا البطانية العصبية ، والخلايا النجمية، والخلايا الدبقية، والخلايا الدبقية قليلة التغصن

تتطور آفات التصلب المتعدد داخل مناطق (NAWM). شكلهم يتأثر بنشاطهم.
التسلسل الأكثر قبولًا للأحداث هو ظهور NAWM أولاً، ثم ما يسمى بآفات ما قبل النشاط، مع تنشيط الخلايا الدبقية الصغيرة، وأخيراً انهيار الحاجز الدموي الدماغي (BBB)، الذي يمنع دخول الخلايا التائية إلى الجهاز العصبي المركزي. هذا يمثل بداية هجوم المناعة الذاتية الذي يدمر المايلين في الآفات النشطة. عندما يتم حل الهجوم، تتشكل ندبة دبقية مميزة بواسطة الخلايا النجمية.
يمكن تقسيم النماذج الحالية إلى فئتين: من الداخل إلى الخارج ومن الخارج إلى الداخل. في السابق، يُفترض أن مشكلة في خلايا الجهاز العصبي المركزي تنتج استجابة مناعية تدمر المايلين وبالتالي تكسر الحاجز الدموي الدماغي (BBB). في الأخير، ينتج عامل خارجي تسريبات الحاجز الدموي الدماغي (BBB)، ويدخل في الجهاز العصبي المركزي، ويدمر المايلين والمحاور. مهما كانت الحالة الأساسية لمرض التصلب العصبي المتعدد، يبدو أن الضرر ناتج عن عامل غير معروف قابل للذوبان في السائل النخاعي، يحتمل أن ينتج في المناطق السحائية؛ يمكن أن ينتشر هذا العامل في الحمة القشرية ويدمر المايلين إما بشكل مباشر أو غير مباشر من خلال تنشيط الخلايا الدبقية الصغيرة.
يرتبط تطور آفة ما قبل النشاط بتفاعل الخلايا الدبقية الصغيرة، وقد لوحظ زيادة التعبير عن علامات سطح الخلية المؤيدة للالتهابات في المادة البيضاء الطبيعية (NAWM) والآفات «الأولية»، والتي تقابل ما يسمى بفقدان توازن الخلايا الدبقية الصغيرة المتماثل.
أبلغ بعض المؤلفين عن تكوين آفة نشطة قبل انهيار الحاجز الدموي الدماغي (BBB)؛ يشير آخرون إلى المعامل دال كعامل من عوامل الانهيار.
آفات مرض التصلب العصبي المتعدد هي الدافع الرئيسي للخلايا التائية. وقد وجد مؤخرًا أن الخلايا البائية متورطة أيضًا.

### اضطراب الحاجز الدموي الدماغي
الحاجز الدموي الدماغي (BBB) هو حاجز وقائي يمنع دخول المواد الغريبة إلى الجهاز العصبي. اضطراب BBB هو اللحظة التي يحدث فيها تغلغل الخلايا الليمفاوية للحاجز، ويعتبر أحد المشاكل المبكرة في آفات التصلب المتعدد.
يتكون BBB من خلايا بطانية تبطن جدران الأوعية الدموية للجهاز العصبي المركزي. مقارنة مع الخلايا البطانية طبيعية، وترتبط الخلايا المبطنة للBBB من قبل occludin و claudin التي تشكل منعطفات ضيقة من أجل خلق حاجز لمنع دخول الجزيئات الكبيرة مثل البروتينات. من أجل المرور، يجب أن تؤخذ الجزيئات عن طريق بروتينات النقل أو يجب أن يحدث تغيير في نفاذية BBB، مثل التفاعلات مع بروتينات المحول المرتبطة مثل ZO-1 و ZO-2 و ZO-3.
يتعرض BBB للخطر بسبب التوظيف النشط للخلايا الليمفاوية والوحيدة وهجرتها عبر الحاجز. يسمح إطلاق الكيموكينات بتنشيط جزيئات الالتصاق على الخلايا الليمفاوية والوحيدات، مما يؤدي إلى تفاعل مع الخلايا البطانية في BBB والتي تنشط بعد ذلك التعبير عن البروتينات المعدنية المصفوفة لتقليل الحاجز. يؤدي هذا إلى تعطيل الحاجز BBB، مما يتسبب في زيادة نفاذية الحاجز بسبب تدهور الوصلات الضيقة التي تحافظ على سلامة الحاجز. يمكن للحث على تكوين تقاطعات ضيقة أن يستعيد سلامة BBB ويقلل من نفاذه، والذي يمكن استخدامه لتقليل الضرر الناجم عن هجرة الخلايا الليمفاوية والوحيدات عبر الحاجز حيث أن السلامة المستعادة ستقيد حركتها.
بعد ظهور أعراض انهيار الحاجز، مثل التورم، قد يؤدي تنشيط الخلايا البلعمية الكبيرة والخلايا الليمفاوية وهجرتها عبر الحاجز إلى هجمات مباشرة على أغلفة المايلين داخل الجهاز العصبي المركزي، مما يؤدي إلى حدوث ظاهرة إزالة الميالين المميزة التي لوحظت في مرض التصلب العصبي المتعدد. بعد حدوث إزالة الميالين، يتم استخدام مكونات غمد المايلين المتدهورة، مثل بروتينات المايلين الأساسية والبروتينات السكرية المايلين قليلة التغصن، كعوامل تحديد لتسهيل مزيد من النشاط المناعي على أغلفة المايلين. يتم أيضًا تحفيز مزيد من التنشيط للسيتوكينات عن طريق البلاعم ونشاط الخلايا الليمفاوية، مما يعزز النشاط الالتهابي وكذلك التنشيط المستمر للبروتينات مثل البروتينات المعدنية المصفوفة، والتي لها تأثير ضار على سلامة BBB.
لقد وجد مؤخرًا أن تلف BBB يحدث حتى في الاصابات غير المعززة. يحتوي مرض التصلب العصبي المتعدد على مكون وعائي مهم.

### دراسة BBB بعد الوفاة
تُعرف المادة البيضاء التالفة باسم «المادة البيضاء الطبيعية» (NAWM) حيث تظهر الآفات. تتشكل هذه الآفات في NAWM قبل انهيار الحاجز الدموي الدماغي.
يمكن كسر BBB جاذبًا (الأكثر طبيعية) أو بالطرد المركزي. تم اقتراح العديد من المعوقات الكيميائية الحيوية المحتملة. تدور بعض الفرضيات حول كيفية اختراق BBB حول وجود مركبات في الدم يمكن أن تتفاعل مع الأوعية في مناطق NAWM فقط. قد تشارك نفاذية السيتوكينات، انترلوكين 15و LPS، في انهيار BBB. الانهيار هو المسؤول عن تسلل وحيدة الخلية والتهاب في الدماغ. يتم تنظيم هجرة الخلايا الأحادية والتعلق LFA-1 بوساطة بطانة الأوعية الدموية الدقيقة في الدماغ بواسطة SDF-1alpha من خلال كيناز لين.
باستخدام جزيئات الحديد النانوية، يمكن الكشف عن تورط الخلايا البلعمية الكبيرة في انهيار BBB. تلعب ميتالوبروتياز المادة الخلالية (بالإنجليزية: Matrix metalloproteinases) دورًا خاصًا. هذه تزيد من نفاذية الخلايا التائية BBB، خاصة في حالة MMP-9 ومن المفترض أنها مرتبطة بآلية عمل الإنترفيرون.
ما إذا كان الخلل الوظيفي في الحاجز الدموي الدماغي (BBB) هو سبب أو نتيجة لمرض التصلب العصبي المتعدد، لأن الخلايا التائية المنشطة يمكنها عبور الحاجز الدموي الدماغي (BBB) الصحي عندما تعبر عن بروتينات الالتصاق. بصرف النظر عن ذلك، يمكن لخلايا T المنشطة عبور الحاجز الدموي الدماغي (BBB) الصحي عندما تعبر عن بروتينات التصاق. (يمكن لجزيئات الالتصاق أيضًا أن تلعب دورًا في الالتهاب) على وجه الخصوص، أحد بروتينات الالتصاق المعنية هو ALCAM (جزيء التصاق خلية الكريات البيضاء المنشط، ويسمى أيضًا CD166)، وهو قيد الدراسة كهدف علاجي. بروتين آخر مرتبط هو CXCL12، والذي يوجد أيضًا في خزعات الدماغ من العناصر الالتهابية، والذي يمكن أن يكون مرتبطًا بسلوك CXCL13 تحت العلاج بالميثيل بريدنيزولون. تم اقتراح بعض النماذج البيوكيميائية الجزيئية للانتكاسات.
عادة، يتم استخدام تعزيز الجادولينيوم لإظهار اضطراب الحاجز الدموي الدماغي (BBB) في التصوير بالرنين المغناطيسي. توجد تقاطعات ضيقة غير طبيعية في كل من SPMS و PPMS. تظهر في امراض المادة البيضاء النشطة وفي المادة الرمادية في SPMS. تستمر في الامراض الخاملة، خاصة في PPMS.
يرتبط نقص حمض اليوريك في هذه العملية. حمض اليوريك المضاف بتركيزات فسيولوجية (أي تحقيق تركيزات طبيعية) هو علاجي في مرض التصلب العصبي المتعدد عن طريق منع انهيار الحاجز الدموي الدماغي (BBB) من خلال تعطيل البيروكسينيتريت. يتجلى انخفاض مستوى حمض البوليك الموجود في المصابين بمرض التصلب العصبي المتعدد مسببًا وليس نتيجة تلف الأنسجة في آفات المادة البيضاء، ولكن ليس في آفات المادة الرمادية. تكون مستويات حمض اليوريك أقل أثناء الانتكاسات.

## الأسباب المقترحة
من غير المعروف ما الذي يسبب مرض التصلب العصبي المتعدد. تظهر العديد من المشاكل مع آفات المادة البيضاء، مثل الآفات القشرية والأنسجة التي تظهر بشكل طبيعي. تم اقتراح العديد من النظريات لشرح ذلك.
تبدو بعض المناطق التي تبدو طبيعية في ظل التصوير بالرنين المغناطيسي الطبيعي غير طبيعية في ظل التصوير بالرنين المغناطيسي الخاص، مثل نقل المغنطة MTR-تصوير بالرنين المغناطيسي. تسمى هذه المواد بالمادة البيضاء ذات الظهور الطبيعي (NAWM) والمادة الرمادية التي تظهر بشكل طبيعي (NAGM). سبب ظهور المناطق الطبيعية الظاهرة في الدماغ غير معروف، ولكن يبدو واضحًا أنها تظهر بشكل رئيسي في البطينين وأنها تتنبأ بمسار المرض.
بالنظر إلى أن آفات التصلب المتعدد تبدأ داخل مناطق NAWM ، فمن المتوقع أن تنتج هذه المناطق من نفس الحالة الكامنة التي تنتج الآفات وبالتالي الحالة الأساسية لمرض التصلب العصبي المتعدد، مهما كانت. تاريخيًا، تم تقديم العديد من النظريات حول كيفية ظهور هذه المناطق:

### نظريات المناعة الذاتية
استغرق البحث عن مستضد ذاتي وقتًا طويلاً، ولكن تم الإبلاغ عن واحد على الأقل. إنه إنزيم الناتج المحلي الإجمالي- L- الفوكوز سينسيز.
يمكن أن تفسر هذه النظرية جزئيًا سبب إبلاغ بعض المرضى عن التحسن في ظل العلاج الغذائي.

### فيروس راجع داخلي (HERVs)
تم الإبلاغ عن الفيروسات الارتجاعية الذاتية البشرية (HERVs) في مرض التصلب العصبي المتعدد لعدة سنوات. في الواقع، تم اكتشاف الفيروس الارتجاعي الداخلي البشري من إحدى العائلات لأول مرة أثناء دراسة مرضى التصلب المتعدد.
تشير الأبحاث الحديثة اعتبارًا من عام 2019 إلى أحد فيروسات HERV-W و (pHEV-W)، وتحديدًا أحد بروتينات القفيصة الفيروسية التي تم العثور عليها لتنشيط الخلايا الدبقية الصغيرة في المختبر. الخلايا الدبقية الصغيرة المنشطة تنتج بدورها إزالة الميالين. قد تكون بعض التفاعلات بين فيروس إبشتاين-بار و (HERVs) هي المحفز لتفاعلات الخلايا الدبقية الصغيرة MS. دعمًا لهذه الدراسة، أظهر الجسم المضاد أحادي النسيلة ضد الغطاء الفيروسي (Temelimab) نتائج جيدة في التجارب في المرحلة IIb.

### النظريات المتعلقة بتدفق الدم
- ارتبط علم الأمراض الوريدي بمرض التصلب العصبي المتعدد لأكثر من قرن. لاحظ أخصائي علم الأمراض جورج إدوارد رندفليش في عام 1863 أن الآفات المرتبطة بالالتهاب كانت منتشرة حول الأوردة.[91] أشار بعض الكتاب الآخرين مثل تريسي بوتنام[92] إلى وجود عوائق وريدية.
- التدفق الميكانيكي: انتقل التركيز لاحقًا إلى تشوهات الدورة الدموية الأكثر ليونة، والتي كانت تُظهر تغيرات سابقة في المادة الرمادية تحت القشرية[85] وفي المادة السوداء.[93] ومع ذلك، فإن مثل هذه التقارير عن «السبب الديناميكي لمرض التصلب العصبي المتعدد» ليست عالمية، وربما ليست شائعة. في هذا الوقت، تكون الأدلة سردية إلى حد كبير ولا يعاني بعض مرضى التصلب المتعدد من مشاكل في تدفق الدم. من المحتمل أن تكون مشاكل الأوعية الدموية عاملاً مشددًا، مثل العديد من المشاكل الأخرى في مرض التصلب العصبي المتعدد. في الواقع، أثبت البحث، من خلال إظهار المرضى الذين لا يعانون من مشاكل في الدورة الدموية، أن هذا ليس السبب الوحيد لمرض التصلب العصبي المتعدد.
- البطانة الغشائية: تشير نظريات أخرى إلى احتمال وجود خلل وظيفي في البطانة الأولية.[94] تم أيضًا تأكيد أهمية سوء سلوك الأوعية الدموية في التسبب في مرض التصلب العصبي المتعدد بشكل مستقل عن طريق التصوير بالرنين المغناطيسي سبع تسلا (seven-tesla MRI).[95] يُذكر أن عددًا من الدراسات قدمت دليلًا على انسداد الأوعية الدموية في مرض التصلب العصبي المتعدد، مما يشير إلى احتمال حدوث إصابة أوعية أولية في آفات التصلب المتعدد أو على الأقل أنها مرتبطة أحيانًا.[96]
- القصور الوريدي: تم أيضًا ربط بعض امراض النخاع الشكلي الخاصة (على شكل إسفين) بالقصور الوريدي.[97]
- عدوى BBB: تمت الإشارة أيضًا إلى أن بعض العوامل المعدية ذات الارتباط الإيجابي بمرض التصلب العصبي المتعدد، وخاصة المتدثرة الرئوية، يمكن أن تسبب مشاكل في جدران الأوردة والشرايين.[98]
- القصور الوريدي النخاعي المزمن (CCSVI): تمت صياغة مصطلح «القصور الوريدي النخاعي المزمن» في عام 2008 من قبل باولو زامبوني، الذي وصفه في مرضى التصلب المتعدد. وبدلاً من المشاكل الوريدية داخل الجمجمة، وصف انسدادات خارج الجمجمة، وذكر أن موقع تلك العوائق يبدو أنه يؤثر على المسار السريري للمرض.[99] وفقًا لـزامبوني، كان لدى CCSVI حساسية وخصوصية عالية تميز الأفراد الأصحاء عن المصابين بالتصلب المتعدد.[100] تم انتقاد نتائج زامبوني لأن بعض دراساته لم تكن عمياء وتحتاج إلى التحقق من صحتها من خلال مزيد من الدراسات.[99][100] اعتبارًا من 2010 تعتبر النظرية قابلة للدفاع على الأقل.[101]
- تم نشر دليل أكثر تفصيلاً على وجود علاقة بين مكان ونوع التشوهات الوريدية المصورة والأعراض المبلغ عنها للتصلب المتعدد لدى نفس المرضى في عام 2010.[102]
- تم العثور على مشاكل ديناميكية الدم في تدفق الدم لمرضى التصلب المتعدد باستخدام دوبلر،[103] البداية باستخدام الموجات فوق الصوتية المزدوجة عبر الجمجمة (TCCS)، مما يشير إلى وجود علاقة مع مرض الأوعية الدموية يسمى القصور الوريدي المخي الشوكي المزمن (CCSVI).[104][105] في عام 2010، كانت هناك نتائج متضاربة عند تقييم العلاقة بين MS و CCSVI.[106][107][108][109] ولكن من المهم ملاحظة أن الإيجابيات ظهرت بين الدراسات العمياء.
- تدفق السائل النخاعي: تركز نظريات أخرى على الدور المحتمل لضعف تدفق السائل النخاعي.[110] يمكن أن تكون هذه النظرية متوافقة جزئيًا مع النظرية السابقة.[111] حاليًا تم إجراء تجربة صغيرة مع 8 مشاركين.[112]

### تكوين السائل النخاعي (csf)
مهما كانت الحالة الأساسية الأساسية ، فمن المتوقع أن يكون عاملًا قابلًا للذوبان في السائل الدماغي النخاعي، ربما سيتوكين أو سيراميد غير معروف، أو مزيج منهما. كما يمكن أن تشارك الخلايا البائية والخلايا الدبقية الصغيرة. على وجه الخصوص، من المعروف أن الخلايا البائية لمرضى التصلب المتعدد تفرز سمًا غير معروف ضد الخلايا الدبقية قليلة التغصن.
تم الإبلاغ عدة مرات أن السائل الدماغي النخاعي لبعض مرضى التصلب المتعدد يمكن أن يتلف المايلين في المزرعة  والفئران والسيراميد قد تم إدخالها مؤخرًا إلى المرحلة. مهما كانت المشكلة، فإنها تنتج موت الخلايا المبرمج للخلايا النجمية فيما يتعلق بالخلايا النجمية.
في عام 2012، تم الإبلاغ عن أن مجموعة فرعية من مرضى التصلب المتعدد لديهم حالة مضادة لـ Kir4.1 إيجابية مصلية،  والتي يمكن أن تمثل ما يصل إلى 47٪ من حالات التصلب المتعدد، وقد تم إعادة إنتاج الدراسة من قبل مجموعتين أخريين على الأقل.
في عام 2016، تم الإبلاغ عن ارتباط مماثل لمضاد (Anoctamin -2).
إذا تم تأكيد وجود أي من هذه المجموعات الفرعية من مرض التصلب العصبي المتعدد، فسيكون الوضع مشابهًا لما حدث لمرض ديفك وأكوابورين -4. يمكن اعتبار مرض التصلب العصبي المتعدد حالة غير متجانسة أو سيتم تحديد كيان طبي جديد لهذه الحالات.

### نظريات التنكس العصبي الأولية
يقترح بعض المؤلفين عاملًا عصبيًا أوليًا. ربما تأتي أقوى حجة تدعم هذه النظرية من المقارنة مع التهاب النخاع والعصب البصري (NMO). على الرغم من قوة إزالة الميالين للمناعة الذاتية، إلا أنه يتم الاحتفاظ بالمحاور العصبية، مما يدل على أن النموذج القياسي لإزالة الميالين الأولية لا يمكن الاحتفاظ به. نظرية الانحلال عبر المشبكي، متوافقة مع النماذج الأخرى القائمة في الكيمياء الحيوية CSF.
يقترح آخرون إجهاد الخلايا الدبقية قليلة التغصن كخلل وظيفي أولي، والذي ينشط الخلايا الدبقية الصغيرة التي تخلق مناطق NAWM ويقترح آخرون محفزًا داخليًا غير معروف حتى الآن للجهاز العصبي المركزي يحفز التنشيط والتكتل الدبقي الدبقي، والذي أشاروا إلى أنه يمكن أن يكون مرة أخرى إصابة محورية أو إجهاد قليل التغصن.
وأخيرا، تشير مؤلفين آخرين لأمراض القشرية التي تبدأ في طبقة الدماغ الخارجية (سطح حنوني) والتقدمات تمتد إلى الطبقات الداخلية الدماغ.

### أسباب وراثية
إذا كان مرض التصلب العصبي المتعدد كما هو متوقع مرضًا غير متجانس ولن تكون عملية تطور الآفة فريدة من نوعها. على وجه الخصوص، وجد أن بعض مرضى PPMS لديهم متغير جيني خاص يسمى التصلب المتعدد التدريجي السريع والذي قد يتصرف بشكل مختلف عما هو موضح هنا.
ومن المقرر أن طفرة داخل الجين NR1H3، وهو أرجينين ل الجلوتامين طفرة في موقف (P.Arg415Gln)، في منطقة تقنن البروتين LXRA.

## المؤشرات الحيوية
الرئيسية: المؤشرات الحيوية للتصلب المتعدد
- العديد من المؤشرات الحيوية للتشخيص وتطور المرض والاستجابة للأدوية (الحالية أو المتوقعة) قيد البحث. في حين أن معظمها لا يزال قيد البحث، إلا أن بعضها راسخ بالفعل:
- الشرائط قليلة النسيلة: تقدم البروتينات الموجودة في الجهاز العصبي المركزي أو في الدم. تشير تلك الموجودة في الجهاز العصبي المركزي ولكن ليس في الدم إلى تشخيص مرض التصلب العصبي المتعدد.
- تفاعل MRZ: استجابة مناعية متعددة الأنواع مضادة للفيروسات ضد فيروسات الحصبة والحصبة الألمانية والنطاق وجدت في عام 1992.[134] في بعض التقارير، أظهر MRZR حساسية أقل من OCB (70٪ مقابل 100٪)، لكن خصوصية أعلى (69٪ مقابل 92٪) لمرض التصلب العصبي المتعدد.[134]
- سلاسل الضوء الحر (FLC). أفاد العديد من المؤلفين أنها قابلة للمقارنة أو حتى أفضل من العصابات قليلة النسيلة.[135]

## روابط خارجية
- صفحة مشروع الآفة
- التصوير بالرنين المغناطيسي والتصوير المقطعي المحوسب لقاعدة بيانات صور MedPix للتصلب المتعدد